# Spilosoma cognata
Spilosoma cognata är en fjärilsart som beskrevs av Walker 1869. Spilosoma cognata ingår i släktet Spilosoma och familjen björnspinnare. Inga underarter finns listade i Catalogue of Life.